# Иагиер, Пиеро
Пиеро Иагиер (итал. Piero Jahier; 11 апреля 1884, Генуя — 10 сентября 1966, Флоренция) — итальянский поэт, прозаик, переводчик и журналист.

## Биография
Родился в бедной еврейской семье, занимавшейся сельским хозяйством. После самоубийства отца в 1897 году мать отвезла шестеро сыновей в свой родной город Флоренцию. Там, Иагиер получив стипендию, изучал теологию, но финансовые трудности семьи заставили его бросить учёбу и пойти работать на железной дороге.
Литературную деятельность начал в 1911 году.
Под псевдонимом Джино Бьянки сотрудничал с журналом La Voce, в котором опубликовал большое количество литературно-критических статей. Член литературного кружка, образовавшегося при журналах «La Voce» и «Unita» (Флоренция). В нём участвовали Дж. Преццолини, Дж. Папини, Муссолини и Г. Сальвемини; в целом кружок этот представлял собой смесь разных политических течений: социалистов-анархистов, националистов и индивидуалистов. Здесь под влиянием Джованни Папини он переходит от материализма к мистицизму. В этот период он переводит П. Клоделя, работы французских авторов.
Его первая книга, сатирическая «биография», написанная в 1915 году под влиянием левого литературного течения, «Risultanza in merito alla vita e al carattere di Gino Bianchi» («Смысл Жизни Джино Бианки»), посвящена чиновнику, который ещё не стал человеком, и человеку который ещё не стал чиновником.
Участник Первой мировой войны. Переходит в лагерь националистов и записывается добровольцем в итальянскую армию. На фронте издает журнал «Astico»; в 1918 выпускает сборник стихов «Canti di soldati», переработанный им в 1920 году под заглавием «Con me e con gli alpini». В 1919 издает автобиографическую повесть «Ragazzo», которая считается лучшим его произведением.
В 1920 году писатель выпускает сборник с предисловием: «Proudhon P. G., La guerra e la pace. Pagine scelte». Впоследствии опубликовал ряд работ, но в значительной степени прекратил литературную деятельность в 1920-х годах в результате подъема фашизма.
Работы Иагиера насыщены вероискательским мистицизмом. Был блестящим стилистом.

## Избранные публикации
- Resultanze in merito alla vita e al carattere di Gino Bianchi, con un allegato, Флоренция, 1915
- Ragazzo, Edizioni de «La Voce», Рим, 1919
- Con me e con gli alpini, Рим, 1920
- Ragazzo e prime poesie, Флоренция, 1939
- Arte alpina, Милан, 1961
- Canti di soldati, Милан, 2009, ISBN 9788842542919
- Con me e con gli alpini, Милан, 2014, ISBN 9788842554448